# دائرة عين الإبل
دائرة عين الإبل هي دائرة إدارية من دوائر الجزائر وتتبع لولاية الجلفة. تضم الدائرة بلديات عين الابل ومجبارة وتعضميت وزكار.